# VoorBaarn
VoorBaarn is een lokale politieke partij in Baarn.
VoorBaarn werd in 2017 opgericht door oud-politici Bram van Ommen en Cok de Zwart van BOP (later Nu Baarn) en Tino Schouten en Edwin Kouwenberg van LTS Baarn. Zij waren uit onvrede uit deze politieke partijen gestapt. Hoewel voor de hand lag dat zij onafhankelijk verder zouden gaan, is er voor gekozen om de krachten te bundelen in VoorBaarn. In 2024 besloot Schouten, als fractieleider, weer af te splitsen en zijn zetel mee te nemen. Hij is verder gegaan als "Lijst Schouten". 
Tijdens de gemeenteraadsverkiezingen in 2018 werden 3 van de 19 zetels behaald.
16 maart 2022 werden ze met afstand de grootste partij met 5 zetels. 
Electoraat:
| Jaar | Zetels | Aantal stemmen | %     |
| ---- | ------ | -------------- | ----- |
| 2018 | 3/19   | 1588           | 13,3% |
| 2022 | 5/19   | 2982           | 24,9% |